# Dicranota (Rhaphidolabis) vritra
Dicranota (Rhaphidolabis) vritra is een tweevleugelige uit de familie Pediciidae. De soort komt voor in het Oriëntaals gebied.